# Adamstown
Adamstown er hovedstaden på den britiske koloni Pitcairn i det sydlige Stillehav. Byen ligger på øens nordlige del – og er i øvrigt den eneste by på øen. Med sine 50(2019) indbyggere  er byen verdens mindste hovedstad. Flere huse står tomme, men byen har en skole, en sygestue, et forsamlingshus, en kirke, et postkontor, en politistation og et supermarked.

## Historie
Adamstown er opkaldt efter John Adams, der under navnet Alexander Smith var én af bountymytteristerne. Byen voksede frem fra mytteristernes første boplads, da de kom til øen den 20. januar 1790. Byen blev 10. oktober 1970 hovedby i den rekonstruerede britiske kronkoloni Pitcairn and dependencies.